# Вадул-луй-Ісак
Ваду́л-луй-Іса́к (рум. Vadul lui Isac) — село в Кагульському районі Молдови, утворює окрему комуну.
Село розташоване на півдні країни. Розташоване на річці Прут. Звідси починається і простягається на схід до Чорного моря Троянів вал.
Територією села проходить частина Нижнього Траянового валу.